# Hachikō monogatari
Hachikō monogatari (jap. ハチ公物語 Hachikō monogatari; The Story of Hachikō) – japoński dramat biograficzny z 1987 roku w reżyserii Seijirō Kōyamy.
Film przedstawia historię Hachikō, psa rasy akita, który po śmierci swojego pana, profesora Hidesaburō Ueno, przez 10 lat czekał na stacji Shibuya w Tokio.

## Fabuła
W 1923 roku na farmie w Ōdate w prefekturze Akita w Japonii rodzi się stado psów rasy akita. Mase (Chōei Takahashi), inżynier rolnictwa, postanawia skontaktować się ze swoim mentorem, profesorem rolnictwa Shujiro Ueno (Tatsuya Nakadai) z Shibuya (okręg Tokio), w celu podarowania mu jednego z psów. Córka profesora, Chizuko Ueno (Mako Ishino) jest podekscytowana przyjęciem szczeniaka, w związku z czym profesor przygarnia psa, mimo sprzeciwu swojej żony Shizuko (Kaoru Yachigusa), gdyż wcześniej mieli psa podobnej rasy, Gonsuke.
Szczeniak przyjeżdża na stację Shibuya, przetransportowany tam z Ōdate, po dwudniowej podróży pociągiem. Chizuko postanawia iść na koncert ze swoim narzeczonym Tsumoru (Toshirō Yanagiba), zamiast odebrać psa. Saikichi, sługa rodziny Ueno, i Kiku, który przyprowadził Gonsuke do krematorium, zamiast tego przynoszą szczeniaka. Saikichi i Kiku zakładają, że pies nie żyje, ale szczeniak okazuje się żywy, gdy pije ze spodka mleka oferowanego przez Ueno. Tej nocy Tsumoru informuje Ueno, że Chizuko jest w ciąży i że Tsumoru jest za to odpowiedzialny.
Ueno nazywa psa „Hachikō”, w skrócie „Hachi”. Tsumoru i Chizuko biorą ślub i wyprowadzają się, pozostawiając rodziców i ich sługi, aby zajęli się psem. Gdy on dojrzewa, Ueno nawiązuje z nim więź; zabiera go na spacery, usuwa pchły z jego futra, kąpie się z nim, a pewnej deszczowej nocy zabiera go ze swojej budy do ich domu, aby wysuszył się i spał. Profesor codziennie dojeżdża do pracy, a Hachikō wychodzi z domu, by powitać go pod koniec każdego dnia na stacji Shibuya, co zauważają dwaj sprzedawcy uliczni sprzedający jedzenie w pobliżu stacji.
21 maja 1925 roku profesor nagle umiera podczas wykładu na uczelni. W ślad za Ueno, zmartwiony Hachikō uwalnia się z łańcucha i podąża za stypą swojego pana do stacji Shibuya. Żona Ueno sprzedaje swój dom i prosi wujka w Asakusie, aby przyjął psa przed powrotem do jej rodzinnego miasta Taiji w prefekturze Wakayama. Jednak pies trafia z powrotem do domu pana w Shibuyi, który jest teraz zajmowany przez nowych właścicieli, z których jeden nie lubi psów. Chociaż na krótko zostaje przygarnięty przez Kiku i jego żonę, pies wkrótce zostaje bez domu i codziennie o tej samej porze czeka na stacji Shibuya, aż jego wróci z pracy.
Mijają lata, a uliczni sprzedawcy codziennie zwracają uwagę na niego na stacji kolejowej i oferują mu jedzenie. Jego historia została opublikowana w gazecie pn. Asahi Shimbun, co skłoniło żonę Ueno do powrotu do Shibuyi. Próbuje sprowadzić psa do gospody, jednak on ucieka na stację Shibuya, na której codziennie czeka na swojego pana, aż do śmierci 8 marca 1935 roku.

## Obsada
- Tatsuya Nakadai − Shujiro Ueno
- Kaoru Yachigusa − Shizuko Ueno
- Mako Ishino − Chizuko Ueno
- Toshirō Yanagiba − Tsumoru
- Masumi Harukawa − Okichi
- Taiji Tonoyama − Hashimoto
- Yoshi Katō − Kondo
- Hisashi Igawa − Maekawa
- Shigeru Izumiya − Yasui
- Kei Yamamoto − Serizawa
- Kumeko Urabe − Właściciel sklepu tytoniowego
- Chōei Takahashi − Mase
- Saburō Ishikura − Machida
- Shirō Kishibe − Klient
- Hairi Katagiri − Oyoshi, pokojówka
- Toshinori Omi − Ogata
- Shingo Yamashiro − Tome-san
- Norihei Miki − Właściciel gospody
- Kin Sugai − Żona właściciela gospody
- Tokiko Katô − Tamiko
- Hiroyuki Nagato − Kiku-san
- Takahiro Tamura − Furukawa

## Twórcy
| Rola                     | Osoba                                                       |
| ------------------------ | ----------------------------------------------------------- |
| Producent wykonawczy     | Kazuyoshi Okuyama                                           |
| Producenci               | Hisao Nabeshima                                             |
| Producenci               | Junichi Shindō                                              |
| Reżyseria                | Seijiro Kamiyama                                            |
| Muzyka                   | Tetsuji Hayashi                                             |
| Orkiestra                | Toshihiro Nakanishi                                         |
| Piosenka przewodnia      | Garasu No Kanransha (wyk. Tetsuji Hayashi, sł. Masao Urino) |
| Kierownictwo artystyczne | Kazuhiko Fujiwara                                           |
| Kierownictwo artystyczne | Yoshinobu Nishioka                                          |
| Zdjęcia                  | Shinsaku Himeda                                             |
| Nagranie                 | Kenichi Benitani                                            |
| Oświetlenie              | Yukiro Sato                                                 |
| Montaż                   | Mitsuo Kondo                                                |
| Zastępca reżysera        | Toshihiko Nakajima                                          |
| Treser psów              | Tadaomi Miya                                                |
| Zastępca tresera psów    | Yuhiko Kim                                                  |
| Efekty specjalne         | Yoshio Kojima                                               |
| Efekty specjalne         | Centrum Studia MA-Nikkatsu                                  |
| Wywołanie negatywu       | Tokio Laboratorium                                          |
| Współpraca               | Stowarzyszenie Konserwacji Brązowej Statuetki Hachiko       |
| Współpraca produkcyjna   | Light Vision                                                |
| Firmy produkcyjne        | Mitsui Company Ltd.                                         |
| Firmy produkcyjne        | Shōchiku Eiga                                               |
| Firmy produkcyjne        | Tokyu Group                                                 |

## Nagrody
Nagroda Japońskiej Akademii Filmowej
Nominacje
- 1988: Najlepszy film
- 1988: Kaneto Shindô w kategorii Najlepszy scenariusz[2]

## Recenzja
Film był najbardziej dochodowy filmem japońskim w 1987 roku (2 000 000 000 jenów dochodów z wynajmu dystrybutorów oraz 3 400 000 jenów z przychodów brutto).

## Wersja telewizyjna
10 stycznia 2006 roku na stacji Nihon Terebi Hōsōmō z cyklu filmów Drama complex został wyemitowany dramat telewizyjny pt. Legendarny akita Hachi z wytwórni Shōchiku, we współpracy z producentem Kazuyoshim Okuyamą.

## Remake
W 2009 roku ukazała się amerykańska wersja historii Hachikō pt. Mój przyjaciel Hachiko z Richardem Gere’em, Joan Allen i Sarah Roemer w roli głównej.

## Komiks
W 17. numerze czasopisma pt. Bessatsu CoroCoro Comic Special, Haruo Saito napisał komiczny one-shot produkcji, a także opublikował kilka zdjęć w czasopiśmie, przedstawiających różne psy o imieniu Hachi.

## Talk-show
23 marca 2019 roku w talk-show pt. Monday Late Show na stacji Nippon Television Network System, opublikowano fragment, w którym pszczoła nabiera oddechu przed stacją Shibuya w Tokio, z utworem Madonny w tle pt. How High, przewodnią piosenką cyklu filmów Drama complex. Przyciągnęła ona wiele uwagi ze względu na dyskomfort między poruszającą sceną a intensywną muzyką.